# Hauszeichen des Brauhauses Zum goldenen Apfel

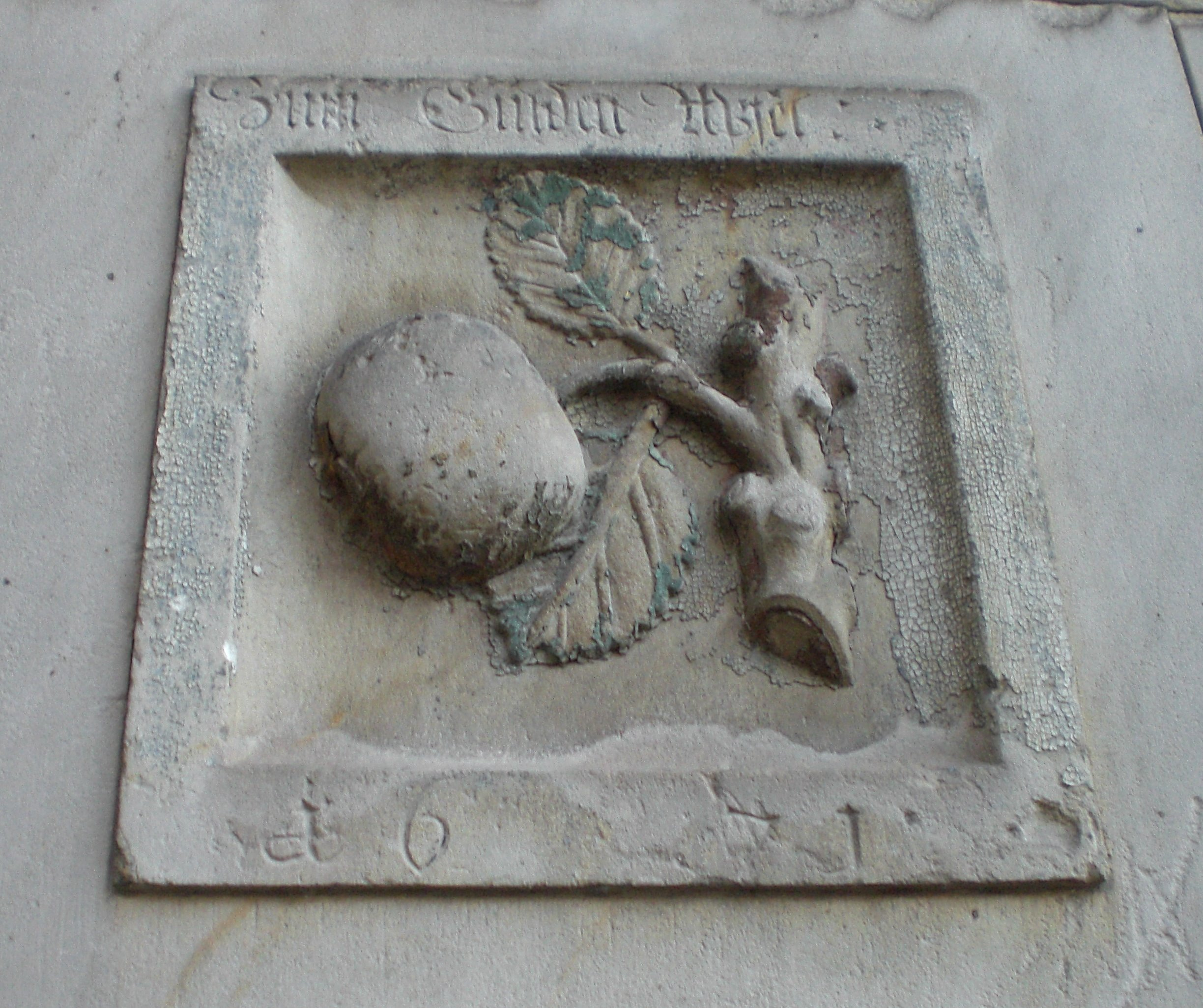
Hauszeichen des Brauhauses Zum goldenen Apfel, 2007

Das Hauszeichen des Brauhauses Zum goldenen Apfel ist ein denkmalgeschütztes Hauszeichen in Magdeburg in Sachsen-Anhalt.

## Lage
Es befindet sich in der Magdeburger Altstadt an der Fassade eines ehemaligen Bankgebäudes auf der Westseite des nördlichen Teils der Straße Bei der Hauptwache. Einige Meter östlich des Hauszeichens befindet sich der Eisenbarthbrunnen.

## Gestaltung und Geschichte des Hauszeichens

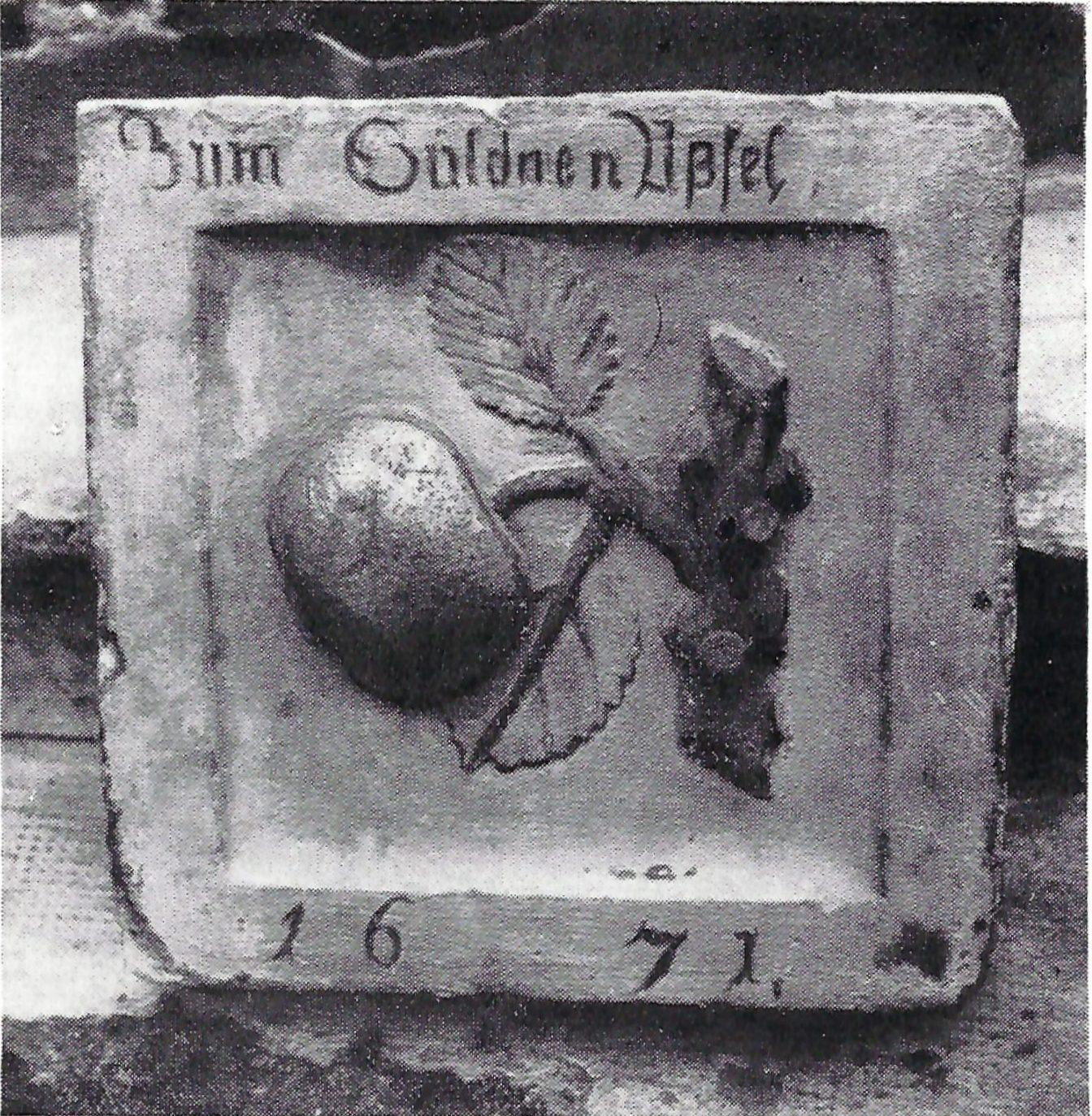
Hauszeichen, Aufnahme wohl aus den 1930er Jahren

Das Hauszeichen gehörte zum ursprünglich an dieser Stelle in der Apfelstraße 9 befindlichen Brauhaus Zum Güldenen Apfel, das als Wohnsitz des Arztes Johann Andreas Eisenbarth Bekanntheit erlangte. Es zeigt einen Apfel samt zwei Blättern und einem Stück Ast. An den Blättern befinden sich noch grüne Farbreste von einer ehemaligen Farbgebung her. Oberhalb befindet sich die Inschrift: Zum Gülden Apfel, darunter die schlechter lesbare Jahreszahl 1671. Die Jahreszahl verweist auf den Neubau des Hauses im Jahr 1671. Der Stein wurde später erneuert.
Im Denkmalverzeichnis des Landes Sachsen-Anhalt ist das Hauszeichen unter der Erfassungsnummer 094 71138 als Baudenkmal verzeichnet.

## Geschichte des Brauhauses Zum goldenen Apfel
In der Zeit von 1631 bis 1651 gehörte das Grundstück Heinrich Mittendorf, 1652 dann seiner Witwe. Im Jahr 1671 errichtete der Brauer Barthold Meinecke das wohl noch in Folge der Zerstörung Magdeburgs im Jahr 1631 zerstörte Haus neu. In diesem Zusammenhang entstand der noch heute in erneuerter Fassung vorhandene Hausstein sowie ein Wappenstein Meineckes und seiner Ehefrau. Noch Anfang der 1930er Jahre befanden sich beide Steine am Gebäude.
Meinecke wurde zuletzt 1677 erwähnt, seine Witwe 1684. Arnd Köpke veräußerte das Anwesen 1687 für 1400 Taler an die Witwe des Kriegskommissars Johann Friedrich Hoffmeister. 1703 verkauften Hoffmeisters Erben das Haus für 3100 Taler an den bekannten Chirurgen Johann Andreas Eisenbarth, der hier auch eine Produktionsstätte für Arzneimittel einrichtete. Er blieb bis zu seinem Tod 1727 Eigentümer. Seine Erben verkauften 1728 das Gebäude an den Ackermann Christian Wedemeyer für 3000 Taler.
In der Zeit um 1823 gehörte das Anwesen einer Witwe Franke. Bereits in der Zeit vor 1942 bestanden die ursprünglichen Gebäude Apfelstraße 6 bis 10 jedoch nicht mehr. Mitte der 1930er Jahre war dort der Nordflügel des Bankgebäudes Bei der Hauptwache 4, des heutigen Neuen Rathauses entstanden, welches dort noch heute besteht.
Es besteht eine von Werner Priegnitz angefertigte Rekonstruktionszeichnung des Brauhauses, die auf historischen Bauakten beruht. Sie zeigt ein zweigeschossiges Gebäude mit Fachwerkobergeschoss und hohem Satteldach. In der linken Gebäudehälfte befindet sich eine breite Durchfahrt. Links der Durchfahrt sind der Haus- und der Wappenstein eingezeichnet.